# Nada Skuk
Nada Skuk, slovenska političarka, poslanka in ekonomski tehnik, * 22. maj 1955.

## Življenjepis
Leta 1992 je bila izvoljena v 1. državni zbor Republike Slovenije; v tem mandatu je bila članica naslednjih delovnih teles:
- Mandatno-imunitetna komisija (predsednica od 26. februarja 1993),
- Komisija za žensko politiko,
- Odbor za mednarodne odnose,
- Odbor za notranjo politiko in pravosodje in
- Odbor za finance in kreditno-monetarno politiko (od 25. julija 1996).